# ロマン・エレメンコ
ラマン・アレクセーイェヴィチ・イェレーメンコ（ロシア語: Роман Алексеевич Ерёменко, ラテン文字転写: Roman Alekseyevich Eremenko, 1987年3月19日 - ）は、ソビエト連邦（現ロシア）・モスクワ出身の元フィンランド代表サッカー選手。現在は無所属。ポジションはMF（攻撃的ミッドフィールダー）。

## 経歴

### フィンランド時代
生まれはモスクワだが、3歳からフィンランドに移住する。父はFCディナモ・モスクワ、FCスパルタク・モスクワで活躍したアレクセイ・エレメンコ・シニア。兄のアレクセイ・エレメンコ、弟のセルゲイ・エレメンコもプロのサッカー選手である。
2004年にFFヤロのトップチームに昇格すると、7月29日のミリコスケン・パロ47戦で途中出場し17歳でヴェイッカウスリーガデビュー。この試合では父アレクセイと共にピッチ上で競演した。9月18日のFCラハティ戦でリーグ戦初ゴールを記録する。

### イタリア時代
2005年7月、セリエAのウディネーゼ・カルチョへ5年契約で移籍。ヤロの選手として歴代最大の契約となった。2005-06シーズンはプリマヴェーラで過ごす。2006年9月10日のFCメッシーナ戦でスタメンに起用されリーグ戦デビューとなりフル出場、セリエAでプレーする4人目のフィンランド人となった。
シーズン前半戦で6試合の出場に留まったため、2007年1月31日にACシエーナへ期限付き移籍。途中出場を中心として11試合に出場し、シーズン終了後にウーディネへ帰還した。
10月にはクラブとの契約を2年間延長。しかし2007-08シーズンから新監督に就任したパスクアーレ・マリーノの下でも出場機会に恵まれなかった。

### ウクライナ時代
2008年8月にウクライナのFCディナモ・キーウへ買い取りオプション付きのローンで加入。ユーリー・ショミン監督の下、8月31日のFCメタルルフ・ドネツィク戦で後半アディショナルタイムにミロシュ・ニンコヴィッチとの交代で移籍後初出場。9月17日にはUEFAチャンピオンズリーグ・グループリーグのアーセナルFCとの一戦でフル出場を果たし、欧州の舞台でもデビューを飾った。
9月21日のFCチョルノモレツ・オデッサ戦で前半9分に先制点となる移籍後初ゴールを挙げ、3-0での勝利に貢献する。12月10日のフェネルバフチェSK戦では自身初のCLでのゴールを記録、この試合唯一の得点を挙げた。シーズン終了後にオプションが行使され、ディナモ・キエフと5年契約を締結した。2009-10シーズンはリーグ戦26試合出場1得点を記録。以降主力としてプレーし、公式戦合計100試合以上に出場。リーグで1回、スーパーカップで2回の優勝を経験する。UEFAヨーロッパリーグ 2010-11決勝トーナメントでは、最多となる6アシストを記録した。

### ロシア時代
2011年8月、ロシア・プレミアリーグのFCルビン・カザンへ4年契約で移籍。移籍金は1300万ユーロと報道され、これはフィンランド人として過去最高額であった。また、兄のアレクセイも同時期にルビン・カザンへ加入している。
2014年8月25日、PFC CSKAモスクワへ4年契約で加入。2014-15シーズンには59試合出場19得点を記録し、3度の月間最優秀選手や年間最優秀選手に選出された。
2016年11月18日、同年9月のUEFAチャンピオンズリーグ 2016-17のバイエル・レヴァークーゼン戦後に行われたドーピング検査で禁止物質のコカインが検出されたとして、UEFAから2年間の出場停止処分（仮処分が下された2016年10月6日から2018年10月6日まで）を受けたと報じられた。
2018年8月9日、古巣CSKAの宿敵であり実弟セルゲイが所属するFCスパルタク・モスクワと契約を結んだ。娘の誕生日に因み背番号26のシャツを着用した。
2019年1月18日、実兄アレクセイの出身地のクラブであるFCロストフと2年半の契約を結んだ。3月16日の古巣ルビン・カザン戦では、残り10分で2得点を挙げ2-0での勝利に貢献。6月14日、クラブとの契約を4年間延長した。2020年6月には同僚5人と共に新型コロナウイルスに感染し、チーム全体が隔離措置となった。2021年2月23日、家庭を優先するためクラブとの双方合意により契約を解除した。

## 代表歴
各年代のフィンランド代表としてプレーする。2007年6月6日のEURO2008予選・ベルギー戦で、ロイ・ホジソン監督の下スタメンに名を連ねA代表デビュー。フル出場を果たし2-0での勝利で飾った。2010年3月3日に開催された国際親善試合・マルタ戦で同点弾となるPKを沈め代表初ゴールを記録。試合を振り出しに戻すと2-1での逆転勝利に貢献した。

## タイトル
クラブ
ディナモ・キエフ
- ウクライナ・プレミアリーグ : 2008-09
- ウクライナ・スーパーカップ : 2009, 2011

ルビン・カザン
- ロシア・カップ : 2011-12
- ロシア・スーパーカップ : 2012

CSKAモスクワ
- ロシア・プレミアリーグ : 2015-16

個人
- フィンランドサッカー協会選出年間最優秀選手 : 2011, 2014
- フィンランド・スポーツジャーナリスト選出年間最優秀選手 : 2011, 2014, 2015
- UEFAヨーロッパリーグ決勝トーナメント最多アシスト : 2010-11（6アシスト）
- ロシア・プレミアリーグ年間最優秀選手 : 2014-15
- ロシア・プレミアリーグ月間最優秀選手 : 2014.10, 2014.12, 2015.3